# Euthalia staudingeri
Euthalia staudingeri är en fjärilsart som beskrevs av John Henry Leech 1891. Euthalia staudingeri ingår i släktet Euthalia och familjen praktfjärilar. Inga underarter finns listade i Catalogue of Life.